# Рајнклиф (Њујорк)
Рајнклиф (енгл. Rhinecliff) насељено је место без административног статуса у америчкој савезној држави Њујорк.

## Демографија
По попису из 2010. године број становника је 425.
| Група             | 2000.    | 2010.       |
| Белци             | 0 (0,0%) | 390 (91,8%) |
| Афроамериканци    | 0 (0,0%) | 12 (2,8%)   |
| Азијати           | 0 (0,0%) | 3 (0,7%)    |
| Хиспаноамериканци | 0 (0,0%) | 8 (1,9%)    |
| Укупно            | 0        | 425         |